# QQ幻想
QQ幻想是腾讯推出的首款自行開發的大型多人角色扮演网络游戏，於2005年上線。QQ幻想上線初期實行收費模式，後來由於受到陈天桥、史玉柱推广的免费游戏影響，QQ幻想的增長遇到瓶頸。

## 外部連結
- 官方网站